# Mamadou Thug
Pour les articles homonymes, voir Diallo.
Mamadou Thug, de son vrai nom Mohamed Lamine Diallo, né le 25 septembre 1987 à Conakry en république de Guinée, est un humoriste, comédien, acteur, réalisateur, scénariste, producteur et activiste guinéen.
Il est membre du conseil national de la transition depuis le 22 janvier 2022.
Il se fait connaître par le cinéma guinéen à partir de 1998, et plus particulièrement des spectateurs dans les téléfilms et sketchs de la télévision nationale RTG, grâce à ses personnages  Moodi Soley (1998) et Mamadou Yalti Gollé (2002).

## Biographie et études
Mamadou Thug est issu d'une famille polygame dont il est le benjamin, il fait son cycle primaire à Simbaya 2 Africof, le collège Koloma Soloprimo, le lycée Lambayi, la 11e et le baccalauréat 1 et 2 à Yacine Diallo de Cosa, option sciences expérimentales.
De 2000 à 2006, il fait une formation en théâtre au Centre culturel franco-guinéen (CCFG).
Après le baccalauréat, il est orienté en faculté de médecine de l'université Gamal-Abdel-Nasser de Conakry entre 2006 et 2011.  Il ne finit pas le cycle universitaire.

## Signification du nom
Mamadou Thug signifie Toi Humoriste Unit les Guinéens.

## Carrière d'acteur
Mamadou est un humoriste, comédien, acteur, réalisateur, scénariste et producteur guinéen,.

### Début
Mamadou Thug commence à se produire sur scène avec ses frères en 1998. Ils gagnent la confiance de la troupe Lewrou Djèrè pour être diffusé pour la première fois à la RTG et vue l'opposition de sa famille leur carrière est perturbée.  Mamadou Thug, après deux années de turbulence, devient animateur principal de l’émission Rions un peu de la RTG en 2002.

### Suite
En 2004, avec la compagnie dont il est membre fondateur les messagers du temps, il participe au festival national Rencontre théâtrale de Guinée. Avec sa troupe, il présente le sketch Sirandou en français qui sera primé Médaille d'or à la 4e rencontre théâtrale de Guinée.
En 2006, il prend le nom de Mamadou Thug dans le film Mamadou en ville et il est l'actuel directeur du Festival des arts de Labé.

## CNT

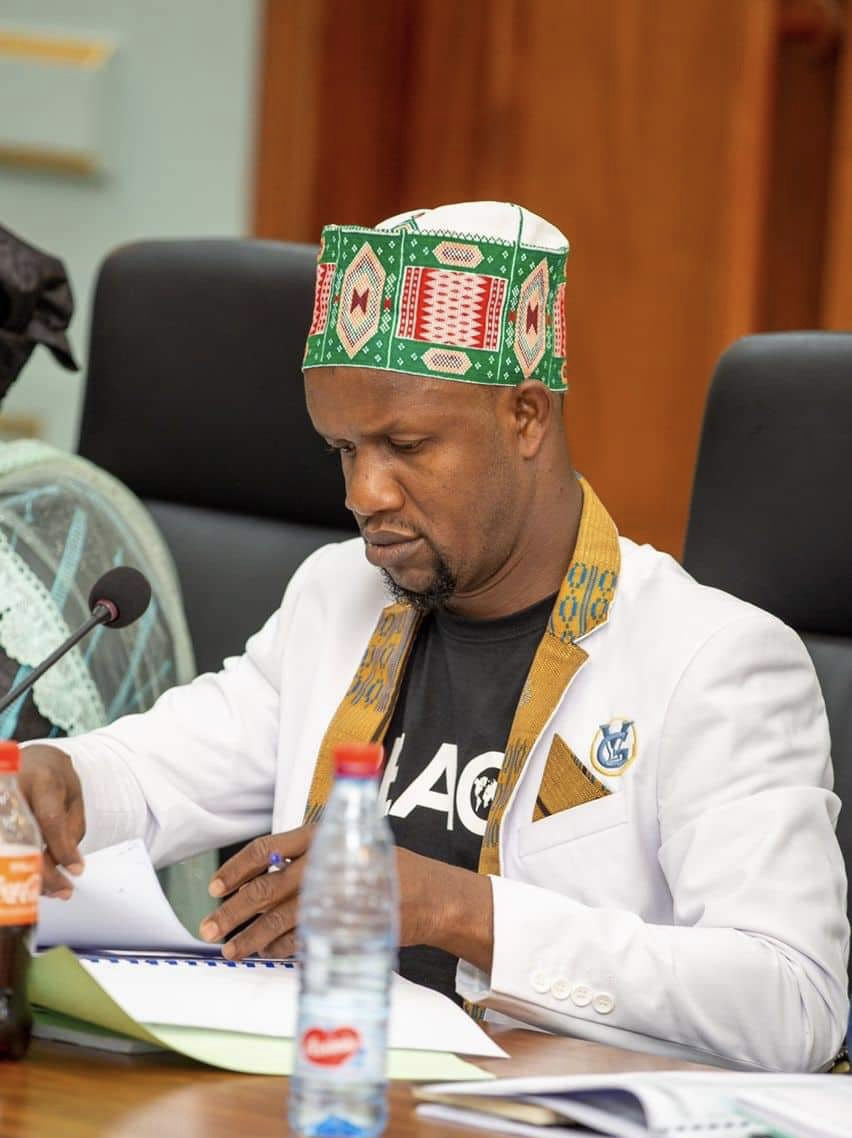

Après le coup d'État du 5 septembre 2021, le CNRD met en place le conseil national de la transition de Guinée fin 2021 dont il devient membre sous la bannière des organisations culturelles le 22 janvier 2022.
Il est membre de la délégation des conseillers nationaux lors de la consultation nationale sur l'axe Kankan, Mandiana et Siguiri.
le 27 juillet 2022, lors de l’adoption de l’orientation budgétaire pluriannuel 2023-2025, le conseiller Mamadou Lamine Diallo a voté non pour cause, le manque de subvention au bénéfice des hommes de cultures qu'il représente au CNT,.
En novembre 2024, dans le cadre de la vulgarisation de l'avant projet de la constitution guinéenne, Mamadou Thug est membre de la délégation du CNT envoyer dans les 13 sous-préfectures de Mali sous la direction de l’honorable Hadja Fatoumata Yebhé Bah, afin de dialogue avec les citoyens de Mali,.

## Autres activités
D'avril 2019 au 17 octobre 2021, il était le président de l'association des troupes artistiques de Guinée avant d'être remplacé par Cherif Diallo de NOGECIG.

### Soudou Daardja Prod
Patron de l'entreprise Soudou Daardja Prod, un label de production, de communication et de managements fondé en 2010.

## Prestations
Nationales
Il participe à des événements nationaux :
- 2012 : 14 ans de comédie au Belvédère ;
- 2005 : Ma culture au centre Wakili Taouyah ;
- 2012 : Foire artisanale de Guinée à Labé ;
- 2015 : Investiture du président de la république Pr. Alpha Condé devant 14 autres président[17] ;
- 2015 : Wousss Ebola Labé (Guinée)[18] ;
- 2016 : FAR de Labé 1re édition Taxi Moto avec Adama Dahico[19] ;
- 2017 : FAR de Labé 2e édition Lecture est mon affaire avec Zongo et Tao ;
- 2017 et 2018 : Festival des Arts de Dabola ;
- 2018 : Match du rire 1re édition[20],[21] ;
- 2018 : FAR de Labé 3e édition merdeTerranée avec Gohou Michel[22] ;
- 2018 : Foire Artisanale de Dalaba ;
- 2019 : FAR de Labé 4e édition avec Siriki et Souké ;
- 2019 : Indépendance show ;
- 2019 : Festi Foire de Mamou.

Internationales
Il participe à des événements internationaux :
- 2006 : Festival Africa Cœur de Dakar (Sénégal) ;
- 2008 : la Fête de la Guinée à Sérékounda (Gambie) ;
- 2012 : Festival International de Théâtre de Bejaia (Algérie) avec le Théâtre national de Guinée ;
- 2015 : Festival Lecture sur Plateau Lyon (France) ;
- 2017 : Deuxième édition du Parlement du Rire en (Côte d'Ivoire)[24] ;
- 2018 : PANAF Allemagne ;
- 2018 : Miss Guinée Paris (France) ;
- 2018 : Talent de Guinée Paris (France).

## Filmographie
- Mo Saaba (1998)
- La Scolarisation (1999)
- Sirandou (2004)
- Mamadou Yalti Gollé (2002)[25],[26]
- Rien un peu (2002- 2005)
- Mamadou en Ville (2006)
- Gundo
- Samba et Sadjo
- Galo et Donkin avec (Djikké Diama)
- Ah Prince

## Pièce de Théâtre
- N'Daki Nara Mohamed 5 Camara
- Sikasso - Djibril Tamsir Niane
- Ma culture - Mohamed Lamine Diallo
- Le villageois - Mohamed Lamine Diallo
- L'homme et la femme le plus intelligent (Conte) - Djibril Tamsir Niane
- mosaïque - Maimouna Diakhaby
- Hyménée - Maimouna Diakhaby
- L'Isle de saint Luis du Sénégal - Ahmed Tidiane Cissé
- L'os de morlam - Birago Diop
- Démou - Ibrahima Sory Tounkara
- Cours commune - Bilia Bah
- Un pays par accident - Mohamed Lamine Diallo
- Sanakou - Mohamed Lamine Diallo
- L'interview - Mohamed Lamine Diallo
- Mon Problème - Mohamed Lamine Diallo

## Musique
En 2008, Boye Djouhé de la troupe welilan reprend la musique composée par Mamadou Thug - (Mamadou Yalti Gollé).

## Reconnaissances et Distinctions
Distinctions
- 2023 :  Parmi 100 personnalités qui fond bouger la Guinée[28]
- 2023 : parrain de la culture au festival Mahin Bruxelles[29]
- 2019 : Prix AMA (Africain Music Award) en Belgique[30]
- 2018 : Meilleur humoriste à talent de Guinée à Paris
- 2018 : Meilleur homme de la culture de la Guinée du Katala 224
- 2016 : Comédien Award de la Guinée
- 2014 : Meilleur comédien du prix Gnakrylive
- 2014 : Meilleur comédien professionnel du prix Dimoh TV en Allemagne
- 2013 : Meilleur prestation festival des arts de la commune de Ratoma
- 2012 : Meilleur Texte d'Ahmed Tidjane Cisse au festival international de théâtre de Béjaïa en Algérie
- 2012 : Meilleur prestation scénique avec le rôle loîque sans culotte au festival international de théâtre de Béjaia en Algérie
- 2012 : Meilleur comédien du Foutah
- 2011 : Meilleur performance scénique rire dans la réconciliation
- 2008 : Nommé au Djembé d'or et classé 2e meilleur comédien
- 2004 : Médaillé d'or à la 4e rencontre théâtrale de Guinée langue française Les messagers du Temps
- 2003 : Meilleure performance à la nuit des comédiens au palais du peuple.

## Émission animées
Radio
- 2009-2010 : je suis en vacances sur Sabarie FM
- 2010-2012 : Thug show sur Espace FM

Télévision
- 2003-2006 : Rions un peu sur la RTG